# Gwarki
Gwarki (Mainatinae) – podrodzina ptaka z rodziny szpakowatych (Sturnidae).

## Występowanie
Podrodzina obejmuje gatunki występujące w Azji Południowej i Południowo-Wschodniej, Australii i Oceanii.

## Systematyka
Do podrodziny należą następujące rodzaje:
- Basilornis
- Goodfellowia – jedynym przedstawicielem jest Goodfellowia miranda – perukarz białorzytny
- Streptocitta
- Sarcops – jedynym przedstawicielem jest Sarcops calvus – łysak
- Mino
- Gracula
- Ampeliceps – jedynym przedstawicielem jest Ampeliceps coronatus – gwarek złotoczuby
- Enodes – jedynym przedstawicielem jest Enodes erythrophris – pąsobrewik
- Scissirostrum – jedynym przedstawicielem jest Scissirostrum dubium – szpakownik
- Aplonis